# Gerd Bucerius
 (juin 2008).
Gerd Bucerius, né le 19 mai 1906 à Hamm en province de Westphalie et mort le 29 septembre 1995 à Hambourg, est un homme politique et journaliste allemand. Il a donné son nom à la Haute école de sciences juridiques de Hambourg (Bucerius Law School) et à une galerie d'art(Bucerius Kunst Forum).

## Biographie
Gerd Bucerius est né en 1906 en province de Westphalie. Il effectue ses études de droit à Fribourg-en-Brisgau, Berlin et Hambourg. Une fois les études universitaires terminées, il est nommé juge à Kiel. Avec l'arrivée des nazis, auxquels il est opposé, au pouvoir en 1933, sa femme, de confession juive, va se réfugier en Grande-Bretagne. Gerd Bucerius devient avocat et défend de nombreux clients juifs.
Après la victoire des alliés, Gerd Bucerius se lance en politique et dans le journalisme. Les Britanniques lui confient la réorganisation politique du sénat de Hambourg. Il est élu député en 1949 au premier parlement allemand de l'après-guerre (Deutsche Bundestag). Membre de la CDU, il garde son siège jusqu'en 1962.
En 1946, avec Lovis H. Lorenz, Richard Tüngel et Ewald Schmidt di Simoni il crée l'hebdomadaire  die Zeit. Bien que ce soit le blason de Brême qui soit placé en couverture comme logo du journal, le siège du Zeit a toujours été à Hambourg. Les créateurs du Zeit avaient pour ambition de créer un grand journal nord allemand. La ville libre et hanséatique de Hambourg ayant refusé de voir figurer son blason sur une publication privée, les créateurs choisir d'afficher le blason d'une autre ville elle aussi libre et hanséatique : Brême.
Gerd Bucerius est souvent considéré comme un des grands bienfaiteur de Hambourg. Le chancelier Helmut Schmidt, autre homme politique célèbre de Hambourg et chroniqueur au Zeit, a parlé lors du centième anniversaire de la naissance de Gerd Bucerius comme l'un des citoyens les plus influents de Hambourg.[réf. nécessaire]

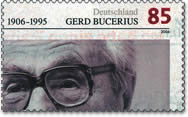
Timbre à 0.85 € à son effigie émis à l'occasion du centenaire de sa naissance

Le 4 mai 2006, la poste allemande a émis un timbre à 0,85 € à son effigie à l'occasion du centenaire de sa naissance (voir : Timbres d'Allemagne fédérale 2006).
À sa mort, sa fortune considérable issue de participations dans le Groupe Berstelmann a été entièrement léguée à la Fondation Zeit (Zeit-Siftung) qu'il avait lui-même créé en 1971. La fondation fut alors rebaptisée ZEIT-Stiftung Ebelin und Gerd Bucerius. Les fonds dont dispose la fondation sont utilisés selon les souhaits de Gerd Bucerius pour la promotion de projets scientifiques, éducatifs, culturels et artistiques. Les deux plus importantes réalisations de la fondation sont la Bucerius Law School et le Bucerius Kunst Forum.